# Бамберзька архієпархія

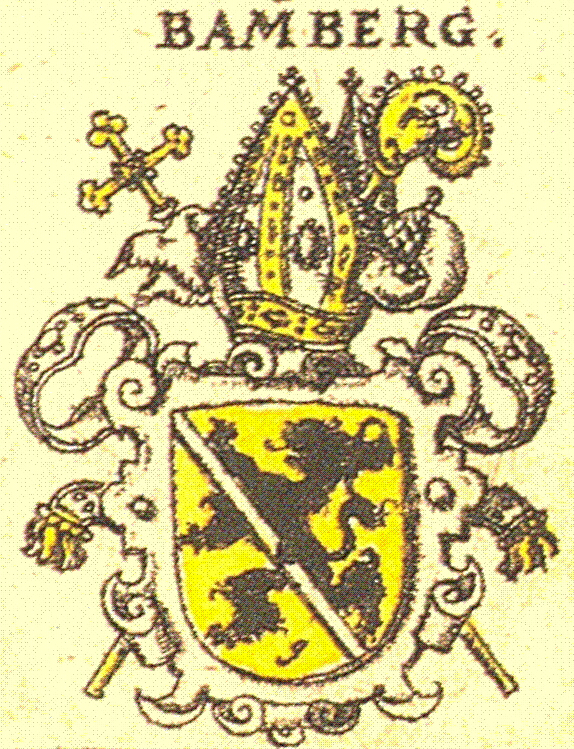
Герб архієпископів архієпархії Бамберга

Бамберзька архієпархія (лат. Archidioecesis Bambergensis) — архієпархія римо-католицької церкви з центром в місті Бамберг, Німеччина. До митрополії Бамберга входять єпархії Айхштета, Вюрцбурга, Шпайєра. Кафедральним собором архієпархії Бамберга є церква святого Петра та Георгія.

## Історія
1 листопада 1007 року Святий Престол заснував Бамберзьку єпархію, виділивши її з єпархій Айхштета й Вюрцбурга.
У середньовіччі єпископ Бамберзький був главою церковного князівства, яке після німецької медіатизації 1803 року увійшло до складу Баварське королівство.
1 квітня 1818 року папа Пій VII видав буллу «Dei ac Domini Nostri», якою єпархії було надано статус архієпархії.

## Ординарії єпархії

### 1007–1803 роки
| - Ебергард I 1007–1040 - Світгер Шидгер-Морслебен-Горнбург 1040–1046 — обраний Римським папою під іменем Климента II - Гартвіг фон Боген 1047–1053 - Адальберт Карінтійський 1053–1057 - Гюнтер 1057–1065 - Герман I фон Формбах 1065–1075 - Рупрехт 1075–1102 - Святий Отто Бамберзький 1102–1139 - Егільберт 1139–1146 - Ебергард II фон Отелінген 1146–1170 - Герман II фон Аурах 1170–1177 - Отто II фон Андехс 1177–1196 - Тімо фон Лискірх 1196–1201 - Конрад фон Ергершайм 1202–1203 - Екберт фон Андехс 1203–1231 - Зігфрід фон Оттінген 1231–1238 - Поппо фон Андехс 1238–1242 - Генріх I фон Більвершайм 1242–1257 - Владислав Сілезький 1257 - Бертольд фон Лейнінген 1257–1285 - Менгольд фон Нойєнбург 1285 (єпископ Вюрцбурга 1287–1303) - Арнольд фон Зольмс 1286–1296 - Леопольд I фон Грюндлах 1296–1303 - Вульфінг фон Штубенберг 1304–1318 - Ульріх фон Шлюссельберг 1319 - Конрад фон Гейх 1319–1322 - Йоганн фон Шлакенверт 1322–1324 - Генріх II фон Штернберг 1324–1328 - Вернто Шенк фон Райгенек 1328–1335 - Леопольд II фон Еглофштейн 1335–1343 - Фрідріх I фон Гогенло 1344–1352 - Леопольд III Бебенберзький 1353–1363 - Фрідріх II фон Тругендінген 1363–1366 | - Людвіг Мейссенський 1366–1374 - Лампрехт фон Брюнн 1374–1399 - Альбрехт фон Вертайм 1399–1421 - Фрідріх III фон Ауфсесс 1421–1431 - Антон фон Ротенген 1431–1459 - Георг I фон Шаумберг 1459–1475 - Філіп фон Геннеберг 1475–1487 - Генріх III Великий фон Трокау 1487–1501 - Вейт I фон Поммерсфельден 1501–1503 - Георг II фон Ебнет 1503–1505 - Георг III фон Лімпург 1505–1522 - Вейганд фон Редвіц 1522–1556 - Георг IV фон Ругхайм 1556–1561 - Вейт II фон Вюрцбург 1561–1577 - Йоганн-Георг I фон Гебельштадт 1577–1580 - Мартін фон Ейб 1580–1583 - Ернст фон Менгерсдорф 1583–1591 - Нейдгарт фон Тюнген 1591–1598 - Йоганн-Філіп фон Гебсаттель 1599–1609 - Йоганн-Готтфрід фон Ашгаузен 1609–1622 (єпископ Вюрцбурга 1617–1622) - Йоганн-Георг II фон Дорнгайм 1623–1633 - Франц фон Гатцфельд 1633–1642 (єпископ Вюрцбурга 1631–1642) - Мельхіор-Отто фон Вюрцбург 1642–1653 - Філіп-Валентин фон Райенек 1653–1672 - Петер-Філіп фон Дернбах 1672–1683 - Себастіан фон Штауффенберг 1683–1693 - Лотар-Франц фон Шенборн 1693–1729 - Фрідріх-Карл фон Шенборн 1729–1746 - Йоганн-Філіп-Антон фон Франкенштейн 1746–1753 - Франц-Конрад фон Штадіон 1753–1757 - Адам-Фрідріх фон Сейнсгайм 1757–1779 - Франц-Людвіг фон Ертгол 1779–1795 - Крістоф-Франц фон Бусек 1795–1802 |  |

### з 1805— дотепер
- Георг-Карл-Ігнац фон Фехенбах-зу-Лауденбах (18.09.1805 — 9.04.1808)
- Йосиф фон Штубенберг (5.02.1818 — 29.01.1824)
- Йосиф-Марія-Йоганн фон Фрунберг (4.03.1824 — 17.01.1842)
- Боніфац-Каспар фон Урбан (24.02.1842 — 9.01.1858)
- Міхаель фон Дейнлайн (17.01.1858 — 4.01.1875)
- Фрідріх фон Шрейбер (31.05.1875 — 23.05.1890)
- Йосиф фон Шорк (26.08.1890 — 25.01.1905)
- Фрідріх-Філіп фон Еберт (30.01.1905 — 23.04.1912)
- Йоганн-Якоб фон Гок (4.05.1912 — 23.01.1943)
- Йосиф-Отто Колб (24.01.1943 — 29.03.1955)
- Йосиф Шнайдер (16.05.1955 — 30.07.1976)
- Елмар-Марія Кредель (27.01.1977 — 31.03.1994)
- Карл-Генріх Браун (25.03.1995 — 2.07.2001)
- Людвіг Шик (28.06.2002 — дотепер)